# Poděhusy
Poděhusy jsou zaniklý hrad jižně od vesnice Podeřiště v okrese Prachatice. Nachází se na nevýrazném výběžku údolního svahu nad pravým břehem Bezdrevského potoka v nadmořské výšce asi 430 m. Dochovaly se z něj pouze terénní pozůstatky opevnění. Od roku 1963 je chráněn jako kulturní památka.

## Historie
Jméno vsi a možná již hradu Poděhusy je poprvé zmiňováno roku 1262 v závěti Voka z Rožmberka, který ho odkázal své manželce Hedvice ze Schaunberga. Dne 12. dubna 1271 uzavřela se svým synem Jindřichem dohodu o rozdělení majetku, podle níž Poděhusy připadly Jindřichovi.  V roce 1380 je jako zástavní držitel zmiňován Vilém z Újezda, ale v roce 1387 již hrad znovu patřil Rožmberkům a Vilém zastával funkci purkrabího. V září roku 1402  zde při své návštěvě zemřel nově zvolený pražský arcibiskup Mikuláš Puchník tak náhle, že se spekulovalo, zda nebyl otráven.
Roku 1421 během tažení Jana Žižky husité Poděhusy dobyli a vypálili. Hrad již nebyl obnoven a Vok II. z Rožmberka panství prodal v roce 1481 Petrovi Kořenskému z Terešova, který je připojil k vlhlavskému statku.

## Stavební podoba

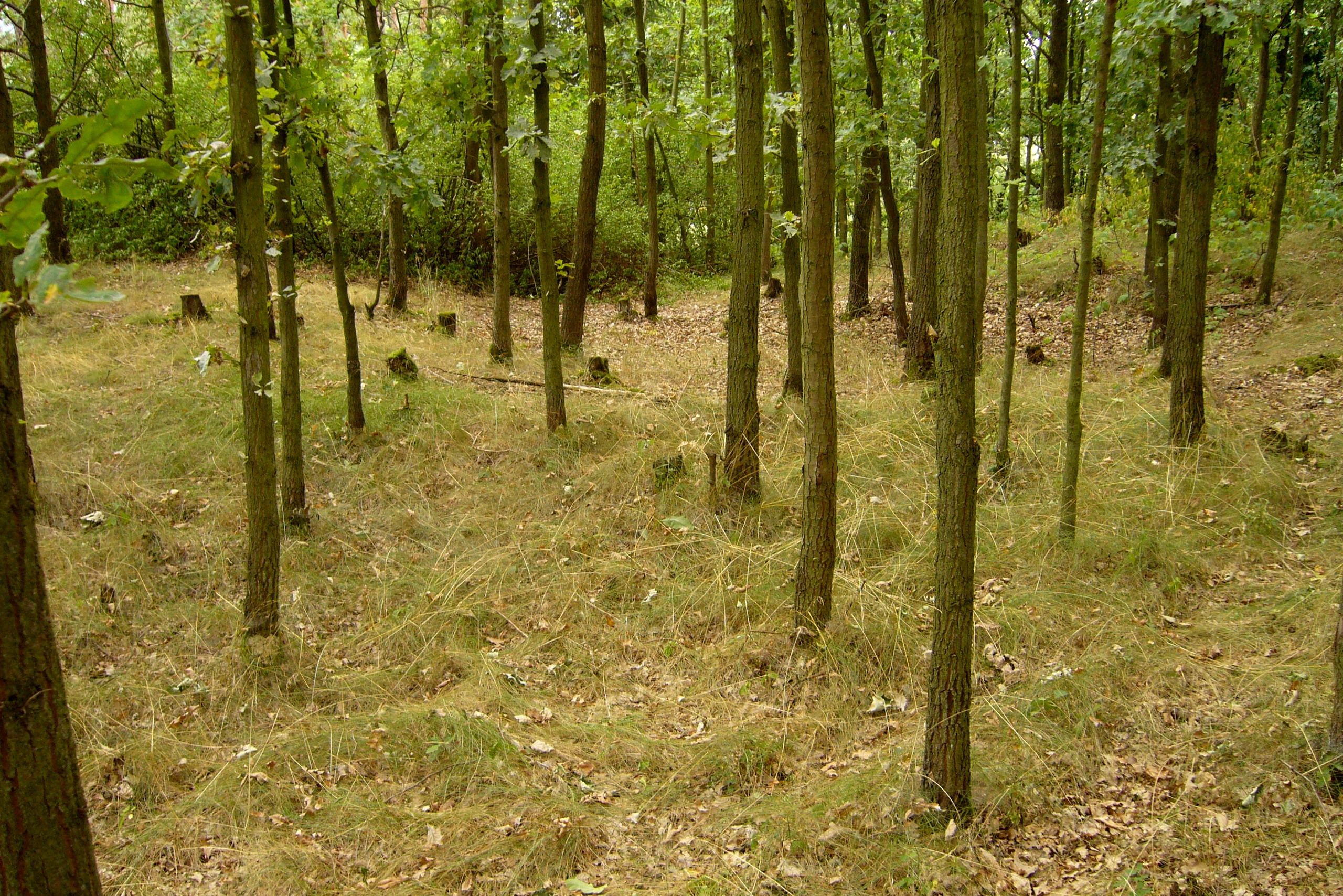
Západní část hradního jádra

Jednodílný hrad s lichoběžníkovým půdorysem byl na třech stranách chráněn příkopem a na západní straně ho dostatečně chránil strmý, skalnatý svah. V hradním jádře se nedochovaly žádné stopy zástavby s výjimkou valovitého pozůstatku opevnění na východní straně. August Sedláček na základě starších popisů uváděl také věž.

## Přístup
Zbytky hradu jsou volně přístupné, ale nevede k nim žádná turisticky značená trasa. Upozorňuje na ně pouze třinácté zastavení naučné stezky Historická krajina Netolicka.